# 1666 van Gent
1666 van Gent este un asteroid din centura principală, descoperit pe 22 iulie 1930, de Hendrik van Gent.